# 新西蘭短稚鱈
新西蘭短稚鱈，為輻鰭魚綱鱈形目稚鱈科的其中一種，分布於印度西太平洋澳洲、新喀里多尼亞與紐西蘭海域，為深海底棲性魚類，深度200-750公尺，體長可達26.8公分，棲息在大陸棚底層水域，生活習性不明。

## 扩展阅读
維基物種上的相關：新西蘭短稚鱈